# Декларація незалежності кіберпростору
«Декларація незалежності кіберпростору» (англ. A Declaration of the Independence of Cyberspace) — найбільш відомий документ, в якому проголошені настанови мережевого лібертаріанства, мова йде про доречність реакції (або її відсутність) урядів на швидко зростаючу роль Інтернету. Її автор — Джон Перрі Барлоу — засновник і віце-голова Фонду електронних рубежів (Electronic Frontier Foundation). Написана 8 лютого 1996 року в Давосі, Швейцарія. Створена в першу чергу як відповідь на Закон про телекомунікації, прийнятий у США в 1996 році (англ. Telecommunications Act of 1996).

В Декларації представлено характеристику кіберпростору як простору такої влади, яка необхідна для утвердження свободи. Дж. Барлоу закликає: 
Уряду індустріального світу, ви — стомлені гіганти з плоті й сталі; моя ж Батьківщина — Кіберпростір, новий дім Свідомості. Від імені майбутнього прошу вас, у яких усе в минулому, — залиште нас у спокої. Ви зайві серед нас. Ви не володієте верховною владою там, де ми зібралися.
Кіберпростір — це простір, який принципово заперечує будь-які привілеї та дискримінацію. В Декларації проголошується:
Ми творимо світ, до якого можуть увійти всі без привілеїв і дискримінації, незалежно від кольору шкіри, економічної або військової моці і місця народження. Ми творимо світ, де хто завгодно і де завгодно може висловлювати свої думки, якими б екстравагантними вони не були, не відчуваючи страху, що його або її примусять до мовчання або згоди з думкою більшості.
У розумінні Джона Перрі Барлоу мережевому лібералізму властиві: індивідуалізм, мережеве самокерування; свобода слова майже до відкидання прав на інтелектуальну власність; уявлення про людину як громадянина світу; етичні, а не правові норми в якості основи самоврядування.
Декларація Дж. Барлоу зазнала критики, але її основні положення закріпилися як програмні й швидко вийшли за межі віртуального простору.
Проголошення Декларації незалежності кіберпростору Дж. П. Барлоу породжує ліберальний рух, що повністю заперечує втручання держави до кіберпростору, основою кібернетичного просторувважає його екстериторіальність та не підвладність жодній державній юрисдикції.

## Переклади українською
- Переклад Е. Гірського, 1996 р. [Архівовано 14 лютого 2022 у Wayback Machine.]
- Переклад Іванни Єгорової, 2021 р. [Архівовано 14 серпня 2021 у Wayback Machine.]